# Spitáli
Spitáli är en ort i Cypern.   Den ligger i distriktet Eparchía Lemesoú, i den centrala delen av landet, 60 km sydväst om huvudstaden Nicosia. Spitáli ligger 282 meter över havet och antalet invånare är 196. Den ligger på ön Cypern.
Terrängen runt Spitáli är kuperad, och sluttar söderut. Trakten runt Spitáli är tätbefolkad, med 613 invånare per kvadratkilometer. Närmaste större samhälle är Limassol, 9,4 km söder om Spitáli. Trakten runt Spitáli är i huvudsak ett öppet busklandskap.